# Sundby Kirkegård
 Der er for få eller ingen kildehenvisninger i denne artikel, hvilket er et problem. Du kan hjælpe ved at angive troværdige kilder til de påstande, som fremføres i artiklen.

Sundby Kirkegård er Amagers lokalkirkegård tæt den tilstødende Sundby Have.

## På begge sider af Kastrupvej
Sundby Kirkegård er opdelt i to afdelinger, og især den gamle del vest for Kastrupvej inviterer til rekreativ brug. En 14 meter bred jordlod her blev i 2011 afgivet til Sundby Have-anlægget, og ud mod Bredegrund er der etableret fritløbsområde for hunde.

## Ændringer i 2020
Den gamle del af Sundby Kirkegård er under afvikling og ophører efter gældende bestemmelser med at være kirkegård i 2020.
Kirkegården skal ændres til en bypark.

## Fakta
Sundby Kirkegård er fra 1872 og er på i alt godt 10 ha. Kirkegården har et bredt udvalg af gravstedsformer og desuden en katolsk afdeling. På Sundby Kirkegård er der både kapelsal, krematorium og kolumbarium.

## Kendte personer begravet på Sundby Kirkegård
- Gotha Andersen
- Herman Andersen
- Axel Breidahl
- Willy Breinholst
- Carl Christensen
- Peter Christensen
- Cæsar
- Hermann Ebert
- Agner Krarup Erlang
- Tove Fergo
- Carl Fischer
- Edward Fleming
- Elna From
- Henry Grünbaum
- Grethe Ingmann
- Rasmus Jensen
- Louis Jeppesen
- Sophus Jørgensen
- Peter Kitter
- Elsa Kourani
- Aage Lorentzen
- Agnes Lorentzen
- Vilhelm Lundstrøm
- Arne Melchert
- Henry Nielsen
- Sigurd Otto Maglegaard Olsen
- Børge Outze
- Carl Poulsen
- Jens Elmegård Rasmussen
- Tage Schack
- Thyge Thøgersen